# Felicia Hofner

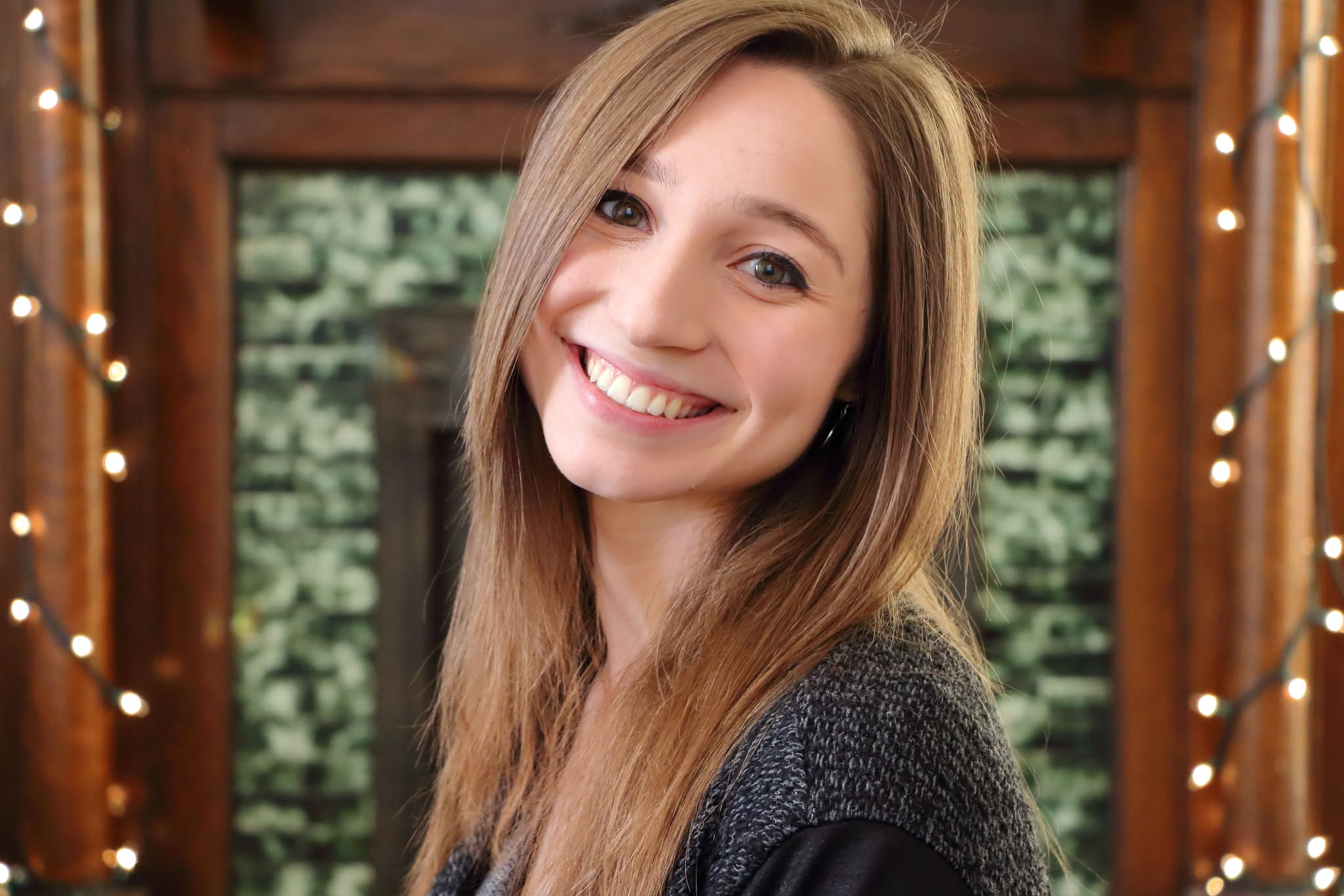
Felicia Hofner (2024)

Felicia Hofner (* 1994 in München), bekannt unter ihrem Alias Feli from Germany, ist eine deutsch-US-amerikanische Videobloggerin und Podcasterin.

## Werdegang
Hofner wurde in München geboren und ist dort aufgewachsen. Noch während der Schulzeit war sie als Zehntklässlerin ein erstes Mal für zwei Wochen als Austauschschülerin in Münchens Partnerstadt Cincinnati. Nach dem Abitur begann sie ein Studium der Kommunikationswissenschaften, im Nebenfach der Politikwissenschaften und beendete dieses mit dem Bachelor-Grad. Während des Studiums arbeitete Hofner von 2012 bis 2017 beim Ausbildungssender afk M94.5. Hier war sie in verschiedenen Bereichen tätig, so in der tagesaktuellen Redaktion, im Kulturressort, wo sie zeitweise die Sendeleitung des wöchentlichen Kulturmagazins K13 innehatte und dann Ressortleiterin war. Daneben war sie beim zugehörigen Ausbildungs-Fernsehsender afkTV tätig, wo sie auch Sendungen moderiert hatte, die vom Lokalsender muenchen.tv übernommen wurden. Zudem war sie zeitgleich beim Privatsender Radio Gong 96.3 tätig, zunächst als Praktikantin, später als Studioassistentin. In ihrem letzten, dem siebten, Semester ging sie 2016 für ein Auslandssemester im Rahmen eines Austauschprogrammes beider Universitäten an die Electronic Media Division der University of Cincinnati.
Nach ihrer Rückkehr nach Deutschland und der Beendigung ihres Studiums zog es Hofner erneut in die USA. Sie machte zunächst für ein halbes Jahr ein unbezahltes Praktikum und dann an der University of Cincinnati ein Masterstudium in German Studies, das sie 2019 mit dem Mastergrad abschloss. Zudem erwarb sie ein Certificate in Film & Media Studies. Als Teaching Assistant lehrte sie an der Universität Deutsch als Fremdsprache, womit sie einerseits zu der Zeit ihren Lebensunterhalt finanzierte und zum anderen von den Studiengebühren befreit war. Obwohl nach dem Studium das Studentenvisum auslief, konnte Hofner weiter in den USA bleiben, weil sie eine der Gewinnerinnen der Green-Card-Lotterie war und sich damit für die vereinfachte Erlangung einer „Greencard“ qualifiziert hatte. Sie ließ sich in Cincinnati nieder und machte sich als Videobloggerin und Podcasterin selbstständig. Seit dem 19. Dezember 2024 hat sie auch die Staatsbürgerschaft der Vereinigten Staaten.
Durch die erlangte Bekanntheit wird Hofner mittlerweile auch von etablierten Medien als Gesprächspartnerin angefragt. So berichtete sie etwa für die Süddeutsche Zeitung von ihrem Leben in den USA, für den Deutschlandfunk über kulturelle Unterschiede und die US-Präsidentschaftswahl 2024 oder für egoFM vor der Wahl über die Stimmung in den USA. Andersherum trat sie auch in US-Medien auf. Mit ihrer Lebensgeschichte und ihren Fähigkeiten, die beiden Kulturen den jeweils anderen Zuhörern und Zusehern näher zu bringen, ist Hofner zudem immer wieder Gast bei anderen Bloggern, Vloggern und Podcastern.
2024 war sie als Gast zu den Feierlichkeiten zum Tag der Deutschen Einheit in die Deutsche Botschaft in Washington, D.C. eingeladen. Schon zuvor wurden Beiträge von ihr von der Deutschen Botschaft auf X geteilt. Darüber hinaus engagierte sich Hofner für das Over-the-Rhine-Museum sowie den Erhalt zumindest der Erinnerungen an dieses historische Viertel von Cincinnati, das vormals ein Wohnviertel deutschstämmiger Amerikaner war.

## Youtube-Kanal und Podcast
Schon während ihres Masterstudienganges begann Hofner damit, einen eigenen Kanal auf YouTube aufzubauen, da ihr nach eigenem Bekunden die Arbeit beim Hörfunk gefehlt hatte. Im September 2017 begann sie mit dem Kanal German Girl in America. 2021 benannte sie den Kanal aufgrund eines Rechtsstreits in Feli from Germany um.
Hofner widmet sich auf ihrem Kanal insbesondere den kulturellen und sprachlichen Unterschieden zwischen Deutschland und den USA. Sie produziert ihre Videos in englischer Sprache, weil sie vor allem den US-Amerikanern die deutsche Kultur näherbringen möchte. Während ihrer längeren Aufenthalte hatte sie gemerkt, dass es von Seiten der US-Amerikaner ein größeres Interesse an diesen Themen gab. Daneben bringt sie aber auch den Deutschen, nach den US-Amerikanern ihre zweitgrößte Zuschauergruppe, die Kultur der USA näher. Der Kanal wurde im Laufe der Zeit immer populärer und hat (Stand Ende 2024) fast 650.000 Abonnenten. Einige der Videos konnten ein Millionenpublikum erreichen. Das bislang meistgesehene Video beschäftigt sich mit der Aussprache deutscher Produktnamen und hat mehr als 7 Millionen Aufrufe.
Neben den kulturellen Themen kamen im Laufe der Zeit immer öfter auch sachliche, aufwändiger recherchierte Beiträge in den Bereichen Geschichte und Politik hinzu. So veröffentlichte sie beispielsweise Beiträge über den Zweiten Weltkrieg und die Weiße Rose. Sie stellte auch die deutschen Wurzeln von Chicago und Washington, D.C. vor und besuchte die deutsche Luftwaffe auf der Sheppard Air Force Base.
Hofner ist mit dem US-Amerikaner Ben liiert, der gelegentlich auch in ihren Beiträgen mitwirkt und diese auch schneidet. Im Juli 2025 gaben die beiden bekannt, sich verlobt zu haben und noch vor ihrem Umzug nach Deutschland im Herbst 2025 zu heiraten.
Hofner lernte bei einem deutsch-amerikanischen Stammtisch den fließend Deutsch sprechenden US-Amerikaner Josh kennen. Mit ihm betrieb sie von 2020 bis 2023 den Podcast Understanding Train Station. Der Name ist eine Anspielung auf die deutsche Redewendung Bahnhof verstehen. In den 78 Folgen unterhielt sie sich mit ihm ebenfalls über kulturelle Unterschiede zwischen Deutschland und USA. Während der Podcast-Zeit zog Josh aus Cincinnati nach München und ging damit den umgekehrten Weg wie Hofner.
Kürzere Ausschnitte auf TikTok erreichen zum Teil auch Millionen Zuseher.